# Bouziès
Bouziès település Franciaországban, Lot megyében. Lakosainak száma 94 fő (2022. január 1.). Bouziès Cabrerets, Saint-Cirq-Lapopie, Tour-de-Faure és Saint Géry-Vers községekkel határos.

## Népesség
A település népességének változása:
| Lakosok száma | 105  | 74   | 77   | 72   | 78   | 80   | 84   | 92   | 93   | 94   |
|               | 1968 | 1982 | 1990 | 2006 | 2013 | 2015 | 2017 | 2019 | 2020 | 2022 |